# Matthieu Chappes
Matthieu Chappes (? – Szisz, Kis-Örményország, 1375. április) ciprusi lovag, Oghruy Mária özvegy örmény királyné második férje.

## Élete
V. Leó örmény király kíséretében érkezett Kis-Örményországba. 1374. szeptember 14-én, ugyanazon a napon, amikor örmény királlyá és királynévá koronázták V. Leót és feleségét, Soissons Margitot Sziszben, feleségül vette a fiatalabb özvegy örmény királynét, Oghruy Máriát, IV. Konstantin örmény király özvegyét. Házasságuk rövid életű volt, hiszen Matthieu Chappes Szisz egyiptomi ostroma során vesztette életét 1375 áprilisában.